# براندون كارزويل
براندون كارزويل (بالإنجليزية: Brandon Carswell)‏ هو لاعب كرة قدم أمريكية أمريكي، ولد في 22 مايو 1989 في ميلبيتاس في الولايات المتحدة.

## وصلات خارجية
- براندون كارزويل على موقع مرجع كرة القدم المحترفة.كوم (الإنجليزية)